# 坦皮科 (蒙大拿州)
坦皮科（英語：Tampico）是位於美國蒙大拿州瓦利縣的鬼鎮。

## 歷史
坦皮科的郵局於1908年設立，其後於1973年停運。

## 地理
坦皮科所處的海拔為高於海平面653米（即2142英呎），而該地所採用的時區為UTC-7，即北美山地時區（MST）。同時該地設有夏令時間，為UTC-7調快一小時，即UTC-6（MDT）。